# DHC Hannover
Koordinaten: 52° 23′ 7,3″ N, 9° 42′ 7,3″ O

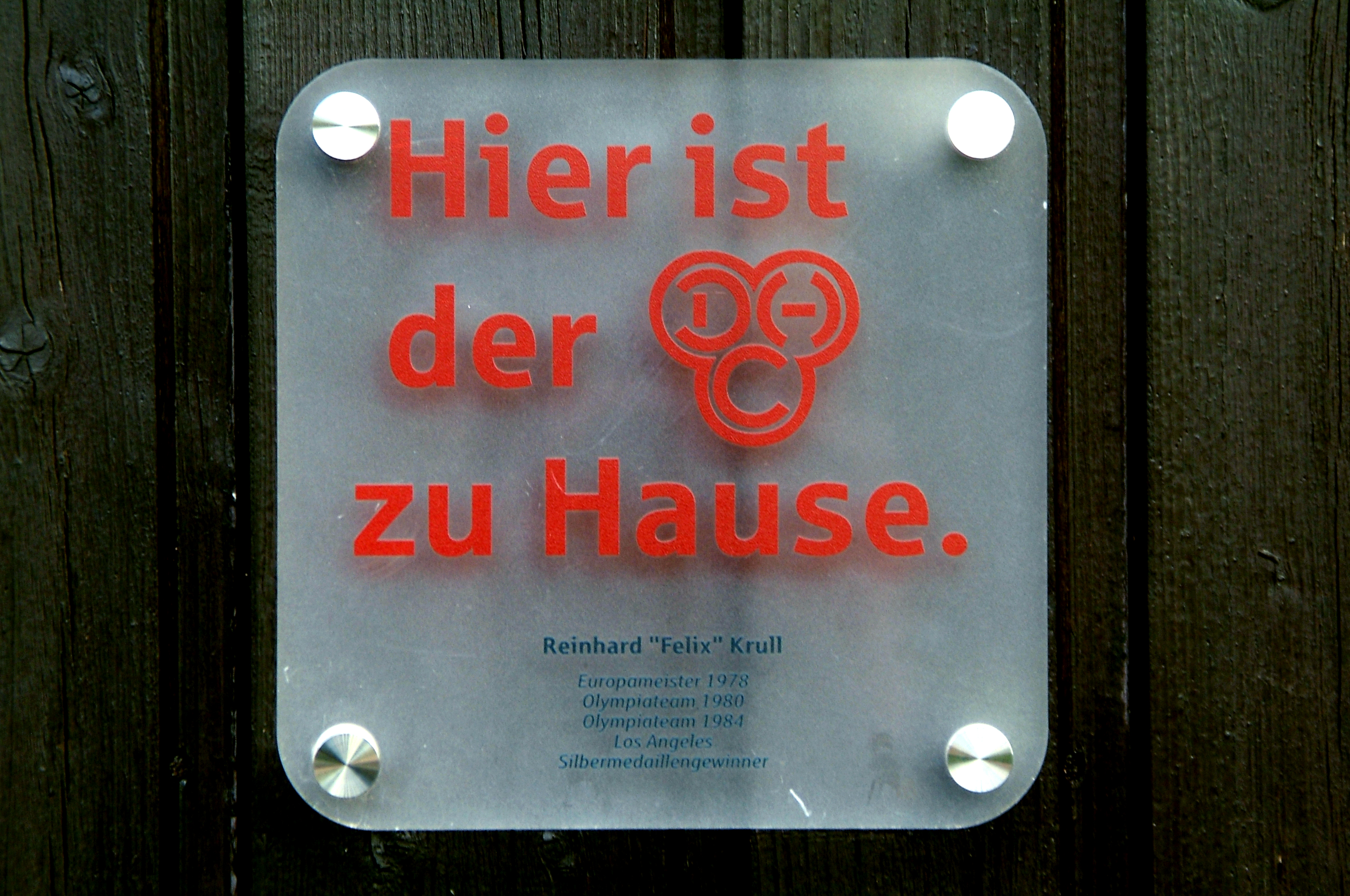
Logo mit einer Ehrung für Reinhard Krull

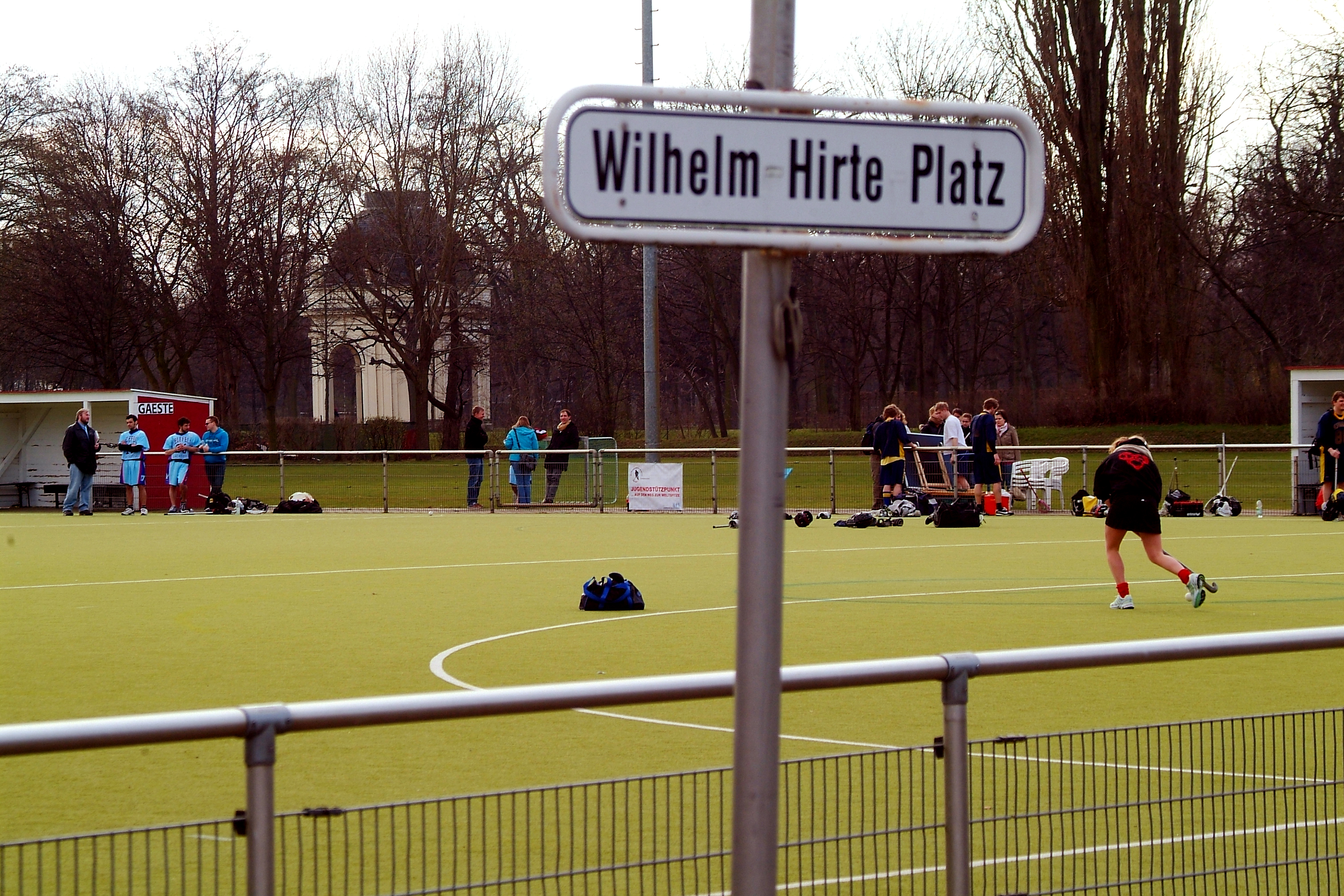
Feldhockey auf dem Wilhelm Hirte Platz; im Hintergrund ein Pavillon des Großen Gartens in Herrenhausen

Der Deutsche Hockey Club Hannover e. V. (DHC) ist ein Hockey-, Tennis- und Lacrosse-Verein in Hannover.

## Geschichte
Am 22. Dezember 1910 wurde der Club von 17 ehemaligen Mitgliedern des DSV Hannover 78 gegründet. Als Clubfarben wurden die Farben schwarz und rot festgelegt. Im Frühjahr 1911 wurde der Sportbetrieb aufgenommen. Hockey wurde auf einem angemieteten Platz auf der Radrennbahn gespielt, während die Tennisspieler auf Plätzen des Deutschen Tennis Vereins als Gäste spielen durften. 1913 wurde die eigene Clubanlage im Georgengarten eröffnet. Die Sportanlage bestand aus zwei Hockey – und vier Tennisplätzen, nebst einem kleinen Clubhaus. 1924 wurde ein größeres Clubhaus gebaut, die Tennisanlage um drei Plätze erweitert und eine 600-m-Laufbahn fertiggestellt.
Während des Zweiten Weltkriegs wurde das Clubhaus 1943 bei einem Luftangriff getroffen und brannte bis auf die Grundmauern nieder. Da 1945 der Pachtvertrag mit der Stadt Hannover abgelaufen war, wurden drei Hockeyplätze und die Laufbahn zwei Nachbarvereinen zugeschlagen. 1947 wurde ein kleines neues Clubhaus gebaut, das 1951 vergrößert wurde. 1950 wurde die Sportanlage um zwei Hockeyplätze erweitert, so dass nunmehr der Club wieder über drei Plätze (2× Kunstrasen, 1× Naturrasen) verfügt, während für die Tennisabteilung vier Außenplätze zur Verfügung stehen. 1970 wurde die Sporthalle auf der Anlage des DHC eingeweiht. 1990 wird mit einem Vier-Nationen-Turnier der erste Kunstrasenplatz in Hannover auf dem Gelände des DHC eingeweiht. 2009 wurde die Sparte "Lacrosse" im DHC gegründet. Im Jahr 2012 hat der DHC Hannover feierlich den zweiten Kunstrasenplatz auf dem Clubgelände "An der Graft" eröffnet.

## Hockey

DHC-Logo

Die Herrenmannschaft im Hockey gehörte bis zum Zweiten Weltkrieg zu den besten deutschen Teams. Bei den Olympischen Spielen 1928 in Amsterdam gewannen drei DHCer – Kurt Haverbeck, Herbert Hobein und Heinz Wöltje – im olympischen Hockeyturnier die Bronzemedaille. Der Verein entschied sich 1949 wie viele andere Traditionsclubs nicht mehr am Meisterschaftsspielverkehr teilzunehmen. Dieser Beschluss wurde 1963 zurückgenommen. 1969 qualifiziert sich die Herrenmannschaft für die neu geschaffene Bundesliga im Feldhockey und 1973 stieg der DHC auch in die Hallenbundesliga auf.
Bei der Feldhockey-Europameisterschaft 1978 in Hannover standen mit Reinhard Krull, Andreas Wibusta und Reinhardt Lange drei DHCer im siegreichen Nationalteam. Ende der 80er Jahre stieg der DHC aus der Bundesliga ab, auch innerhalb Hannovers haben sich inzwischen mit dem DTV und 78 zwei Konkurrenten aufgetan.
Aktuell spielen die Damen des DHC auf dem Feld und in der Halle in der Regionalliga Nord. Die Herren spielen aktuell auf dem Feld in der 2. Bundesliga und in der Halle in der 1. Bundesliga (Stand 2021).
Jugend: Ein Fokus liegt in der aktuellen sportlichen Arbeit auf der Hockey-Jugend. Dies ist auch daran erkennbar, dass der DHC als einer der wenigen Vereine in Deutschland gleich zwei hauptamtliche Hockeytrainer mit der höchsten Trainerlizenz beschäftigt. In den vergangenen Jahren spielt sich die DHC-Jugend immer weiter nach vorne und ist mittlerweile die bestimmende Kraft in Niedersachsen und Bremen. Auch an den Zwischenrunden zur Deutschen Meisterschaft nimmt der DHC regelmäßig teil. Die Teilnahme an den Endrunden gelang jedoch erst wieder im Jubiläumsjahr 2010 (Knaben A und weibliche Jugend B), die weibliche Jugend B gewann 2010 auf eigener Anlage die Deutsche Meisterschaft, in Berlin wurde im selben Jahr die Knaben A-Mannschaft Deutscher Vizemeister. Die weibliche Jugend schaffte in der folgenden Hallensaison (2010/2011) das Double und gewann auch hier die Deutsche Meisterschaft.
Der DHC Hannover ist seit 2011 offizieller Hockey Jugend-Stützpunkt des Deutschen Hockey Bundes. Seit 2001 wird mit dem Wilhelm-Hirte-Cup (WHC) einmal im Jahr eines der größten Kinderturniere (für 6–9-Jährige) in Norddeutschland ausgetragen. Die Teilnehmer reisen hierfür traditionell aus dem gesamten Bundesgebiet an.

## Lacrosse
Seit Juli 2009 gehört die Sparte "Lacrosse" zum sportlichen Angebot des DHC Hannover. Zwei Damenmannschaften, zwei Herrenmannschaften und eine weibliche Jugendmannschaft spielen für den DHC in der Bundesliga-Nord. 2010 wurde die Deutsche Meisterschaft im Lacrosse im DHC Hannover ausgetragen.
Erfolgreichste Mannschaft der Lacrosse-Sparte ist das Bundesliga-Damenteam. Die Mannschaft ist 2015 zum vierten Mal in Folge Deutscher Lacrossemeister. 2011 wurde der Vize-Meistertitel erreicht. Die Herren spielen erfolgreich in der 1. Bundesliga Nord.
Die Juniorinnen wurden 2010 Deutscher Vizemeister, 2011 Deutscher Meister und Norddeutscher Meister, 2012 Norddeutscher Vizemeister und erreichten den 3. Platz bei der Deutschen Meisterschaft 2012 in Hamburg.
Stark ist der DHC auch bei den jeweiligen National-Teams vertreten.

## Tennis
Der DHC verfügt über vier Tennisplätze (Asche).

## Ehemalige Leichtathletikabteilung
Vom Beginn der 1920er Jahre war die Leichtathletikabteilung führend in Hannover. Nach dem Zweiten Weltkrieg konnte die Abteilung jedoch nicht mehr an die Erfolge der zwanziger Jahre anschließen. Lediglich die DHC-Ausnahmeathletin Jutta Heine errang 1960 bei den Olympischen Spielen in Rom auf der 200-m-Strecke und in der 4-mal-100-Meter-Staffel zwei Silbermedaillen und wurde 1959 und 1961 Deutsche Meisterin über 200 m.

## Ehemalige Eishockeyabteilung
Anfang der 1910er Jahre wurde beim DHC Eishockey gespielt. Als Spielstätte diente eine 1910 eröffnete Eisbahn, die auf Grund der geringen Größe Spucknapf genannt wurde. Spiele gegen Mannschaften aus Leipzig und Berlin sind für 1911 gesichert.

## Schriften
1985 gab der DHC bereits im 67. Jahrgang die Club Nachrichten heraus.